# Ron Biondo
Ron Biondo (ur. 10 sierpnia 1981 w Broadview Heights) – amerykański łyżwiarz szybki, specjalizujący się w short tracku, mistrz świata, uczestnik zimowych igrzysk olimpijskich.
Profesjonalną karierę rozpoczął w sezonie zimowym 1998/1999, biorąc udział w kilku zawodach Pucharu Świata, jak również w drużynowych mistrzostwach świata rozgrywanych w Saint Louis. W żadnym z tych startów nie zajął miejsca na podium. W sezonie 2000/2001 wziął udział w mistrzostwach świata seniorów, na nich udało mu się wywalczyć złoty medal w sztafecie (razem z Apolo Antonem Ohno, Rusty Smithem i Danielem Weinsteinem).
W 2002 roku reprezentował Stany Zjednoczone na zimowych igrzyskach olimpijskich w Salt Lake City. Brał udział w sztafecie, drużyna amerykańska ukończyła ją na czwartym miejscu. Także w tym roku wziął udział w mistrzostwach świata, indywidualnie udało mu się zdobyć brązowy medal w konkurencji biegu na 500 metrów.